# Chaîne des Puys
La chaîne des Puys, aussi appelée monts Dôme, est un ensemble d'environ 80 volcans s'étirant sur plus de 45 km sur le plateau des Dômes dans le nord du Massif central, en France. Cet ensemble fait partie des volcans d'Auvergne, eux-mêmes faisant partie du parc naturel régional des Volcans d'Auvergne.
Associée à la faille de Limagne et à la montagne de la Serre, la chaîne des Puys a été inscrite le 2 juillet 2018 sur la liste des sites naturels du patrimoine mondial de l'UNESCO par la 42e session du Comité du patrimoine mondial, en tant que « haut lieu tectonique »,.

## Toponymie
Le mot puy provient du mot occitan puèi, variante auvergnate du puech, qui signifie « lieu élevé, hauteur au sommet plus ou moins arrondi ». Ce mot se retrouve en ancien français dans puy, pui « colline, hauteur ».
En occitan, depuis le Moyen Âge, la chaîne des Puys se dit Linha de los Pueis ; « monts Dome » se dit Monts Domés.

## Géographie

### Situation
La chaîne des Puys est située dans le parc naturel régional des Volcans d'Auvergne, à l'ouest de Clermont-Ferrand, dans le département du Puy-de-Dôme et la région Auvergne-Rhône-Alpes. Il s'agit d'un groupe de volcans alignés selon un axe orienté nord-sud, sur une bande de 3 à 5 km de large pour un peu plus de 45 km de longueur.
Les monts Dôme sont entourés par les régions naturelles suivantes :
- à l'ouest et au nord par les Combrailles ;
- à l'est par la Limagne ;
- au sud-ouest par les monts Dore.

### Topographie

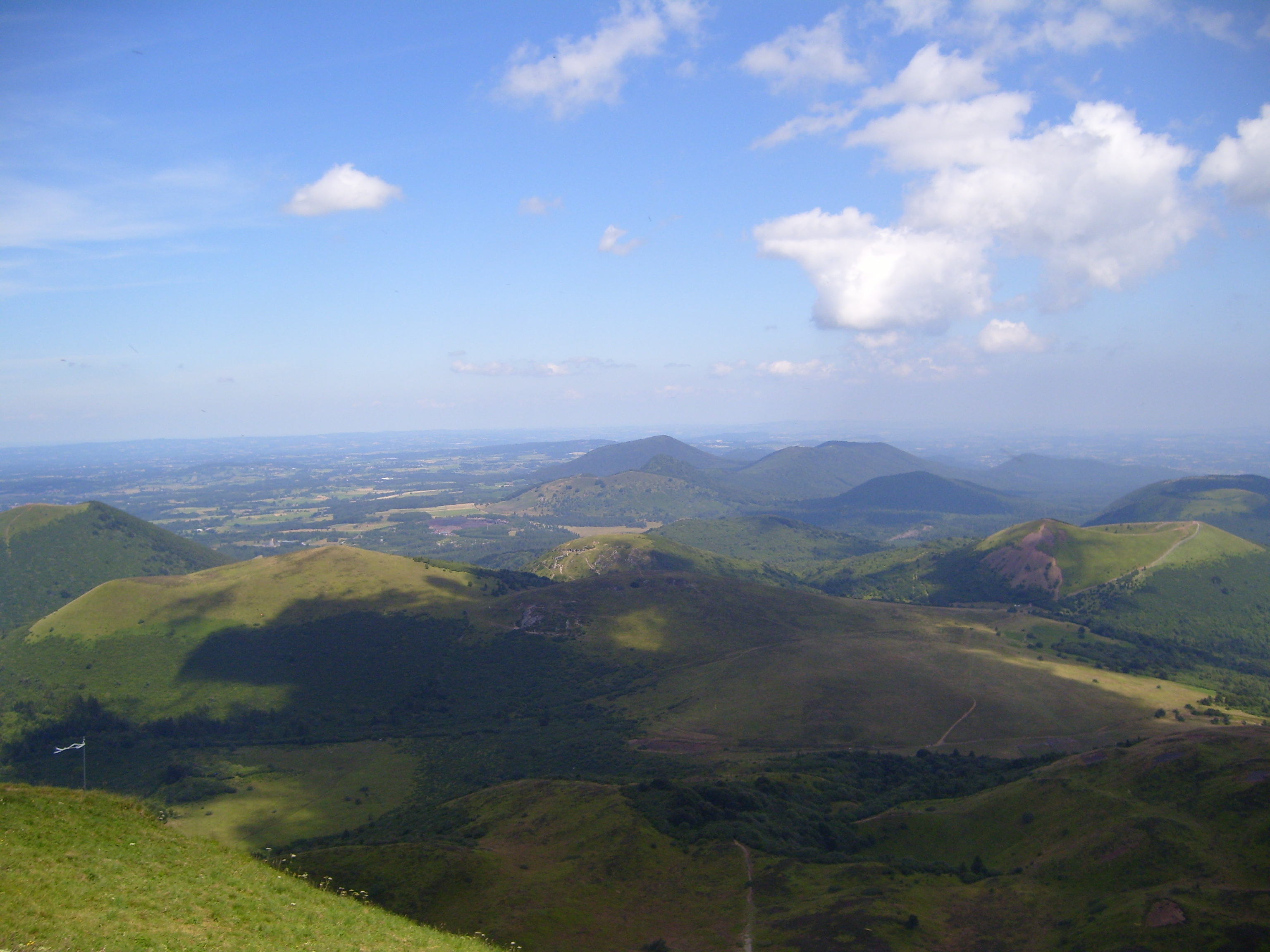
Vue de la chaîne des Puys depuis le puy de Dôme.

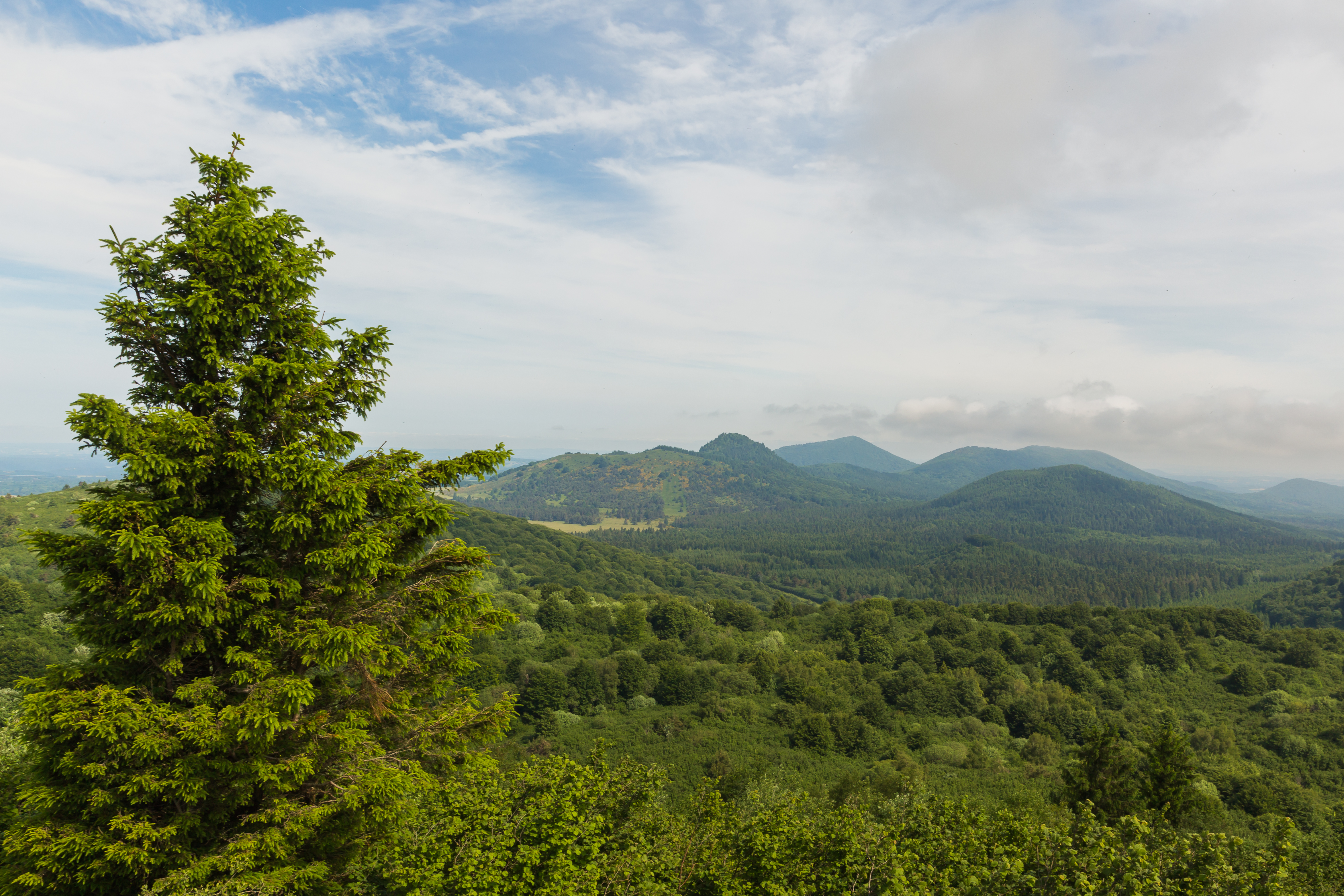
Versant septentrional de la chaîne des Puys depuis le puy Pariou ; de gauche à droite, le puy de Fraisse (derrière le conifère), les puys des Gouttes et Chopine, le puy de Louchadière, les puys jumeaux de la Coquille et de Jume, le puy de Chaumont et le puy de la Nugère.

La chaîne des Puys (1 000–1 465 m), orientée nord-sud, se situe sur le plateau des Dômes (700–1 000 m), un horst qui domine à l'est le graben de la plaine de Limagne (rift continental). Les deux ensembles sont séparés par une faille normale, la faille de Limagne, escarpement caractérisé par une déclivité de 30° environ et une dénivellation pouvant atteindre plusieurs centaines de mètres. La chaîne comporte une centaine d'édifices volcaniques appelés puys.
Ces volcans datent de l'ère quaternaire, les premières éruptions ont eu lieu il y a 95 000 ans environ, les plus récentes il y a 8 600 ans, ce qui fait dire à la communauté scientifique qu'une reprise de l'activité volcanique dans cette région est possible. Certains de ces puys ont des cratères, d'autres pas. La quasi-totalité des puys, à l'inverse des monts du Cantal ou des monts Dore, sont des édifices monogéniques : la construction des volcans résulte d'une seule phase d'activité éruptive ; c'est pourquoi ces volcans sont de taille si modeste.
En effet, la hauteur absolue des puys varie généralement entre 100 et 300 m ; seul le puy de Dôme dépasse notablement cette hauteur, puisqu'il s'élève à 550 m au-dessus du plateau des Dômes, socle hercynien (socle gneissique plissé qui se disloque il y a près de 350 millions d'années lors de l'orogenèse hercynienne associée à la mise en place de ganitoïdes — granites, diorites, gabbros — intrusifs dans les roches métamorphiques) sur lequel se sont installés les volcans. La chaîne des Puys comprend aussi des maars de hauteur encore moindre.

### Liste des volcans

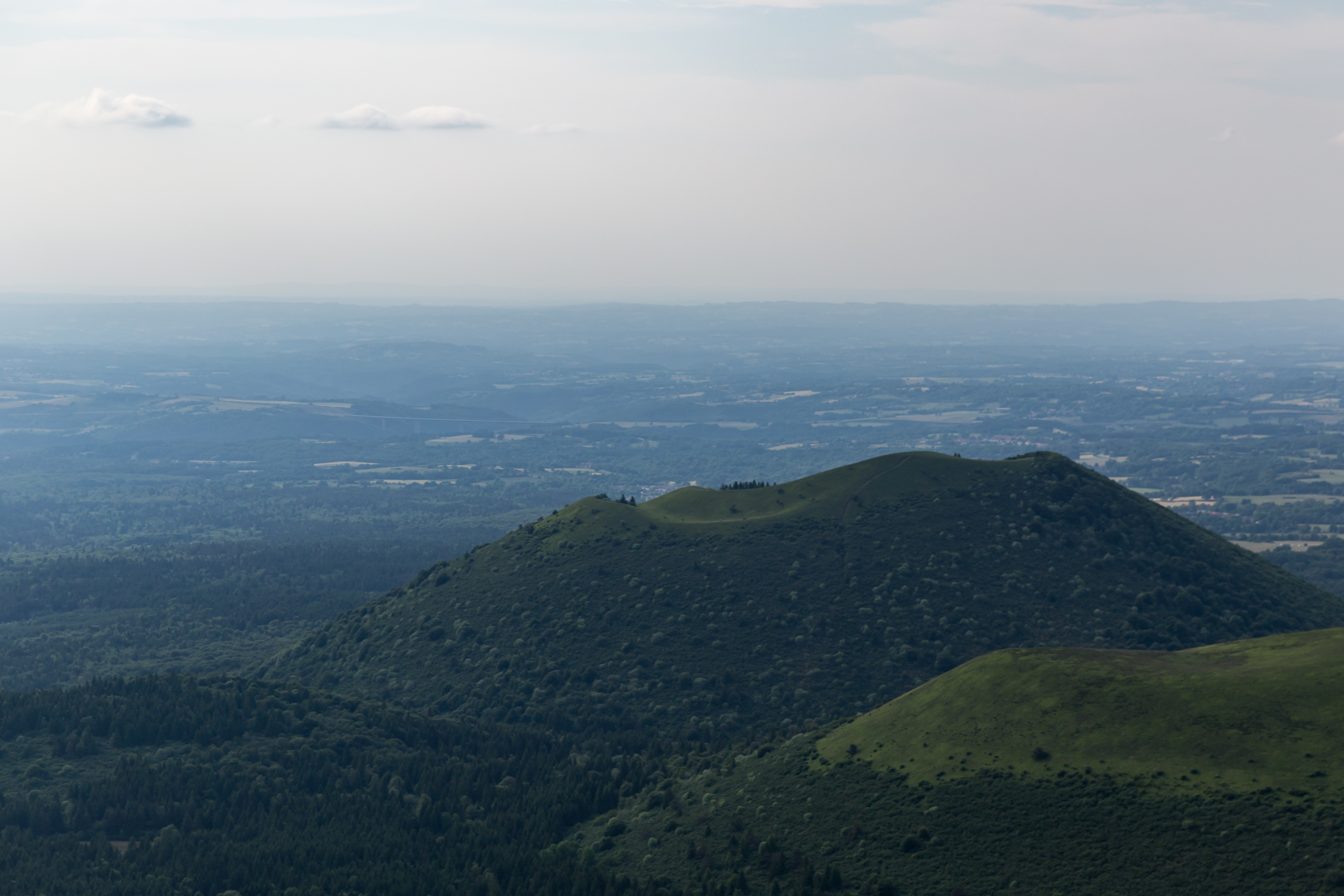
Vue aérienne du versant sud-est du puy de Côme, depuis le puy de Dôme.

Au centre de la chaîne des Puys, le puy de Dôme (1 465 m) domine nettement ses voisins puisqu'il s'élève à 600 m environ au-dessus du plateau des Dômes (environ 800 m d'altitude) sur lequel ils sont tous situés (les autres ne dépassant pas les 300 m).
Les volcans sont, du nord au sud :
- le maar du gour de Tazenat ;
- le puy de Montiroir ;
- le puy de Chalard ;
- le suc de Beaunit ;
- le puy de Monceau ;
- le puy de Verrières ;
- le puy du Thiolet ;
- le puy de Champ Valleix ;
- le puy de Pradet ;
- le puy de Paugnat, profondément entaillé par une carrière fermée en 2001[11] ;
- le puy de la Bannière, à l'est, en bordure de la faille ;
- le puy la Baneyre ;
- le puy des Marais ;
- le puy de la Gouly ;
- le puy de l'Espinasse ;
- le suc de la Louve ;
- le puy de Tressous ;
- le puy de la Nugère ;
- le puy de Ténuzet (nom variant suivant les sources[12]), en cours de démantèlement par une carrière ;
- le puy de Louchadière, égueulé ;
- les puys jumeaux de Jume et de la Coquille ;
- le puy de Clermont ;
- le puy des Gouttes, cône de scories traversé par l'édifice trachytique du puy Chopine ;
- le puy de Chaumont ;
- le Petit Sarcoui ;
- le puy de Porcherolles ;
- le puy de Lemptégy, démantelé par une carrière, devenu lieu touristique et d'études volcanologiques[13] ;
- le Grand Sarcoui ;
- la Croix Mory ;
- le puy des Goules ;
- le puy de Fraisse ;
- le puy de Côme, aux cratères emboîtés ;
- le puy Pariou ;
- le Cliersou ;
- le Grand Suchet ;
- le Petit Suchet ;
- le puy Balmet ;
- le puy Fillu ;
- le puy Plantas ;
- le puy de Gorce ;
- le Petit puy de Dôme ;
- le puy de Couleyras ;
- le puy de Dôme ;
- le Petit Sault ;
- le Grand Sault ;
- le puy de Besace ;
- le puy des Grosmanaux ;
- le puy de Salomon ;
- le puy de Grave Noire, un peu à part, à l'est, en bordure de la faille, profondément entaillé par une carrière aujourd'hui fermée ;
- le puy de Monchier ;
- les puys de Barme, la partie ouest est entaillée par une carrière fermée en 1989 par décision préfectorale[14] ;
- le puy de la Moréno ;
- la montagne de Laschamps ;
- le puy de Montchar ;
- le puy de Beaune ;
- le puy Pelat ;
- le puy de Cocuset ;
- le puy de Mercœur ;
- le puy de Monteillet ;
- le puy de la Mey, égueulé ;
- le puy de la Vache et son jumeau le puy de Lassolas, égueulés ;
- le puy de Pourcharet ;
- le puy de Montjuger ;
- le puy de Montgy ;
- le puy de Montchal ;
- le puy de Vichatel ;
- le puy de la Toupe, en cours de démantèlement par une carrière ;
- le puy de Charmont ;
- le puy de Boursoux ;
- le puy de la Combegrasse ;
- le puy Nain ;
- le puy de la Rodde ;
- le puy de l'Enfer, creusé par une rivière ;
- le maar de la narse d'Espinasse ;
- le puy de Monténard.

Bien que situé sur le plateau cristallin et à proximité d'autres volcans, le puy de Berzet ne peut pas être rattaché au volcanisme de la chaîne des Puys. Il est en effet beaucoup plus ancien (environ 2,8 Ma) que le volcanisme récent de la chaîne (moins de 100 000 ans).
Le système Montchal-Pavin et le puy de Montcineyre, situés à l'extrémité sud de la chaîne des Puys, ne sont pas considérés comme appartenant à la même province magmatique, mais à une nouvelle zone volcanique, la plus récente de la France métropolitaine (6 000–7 000 ans).

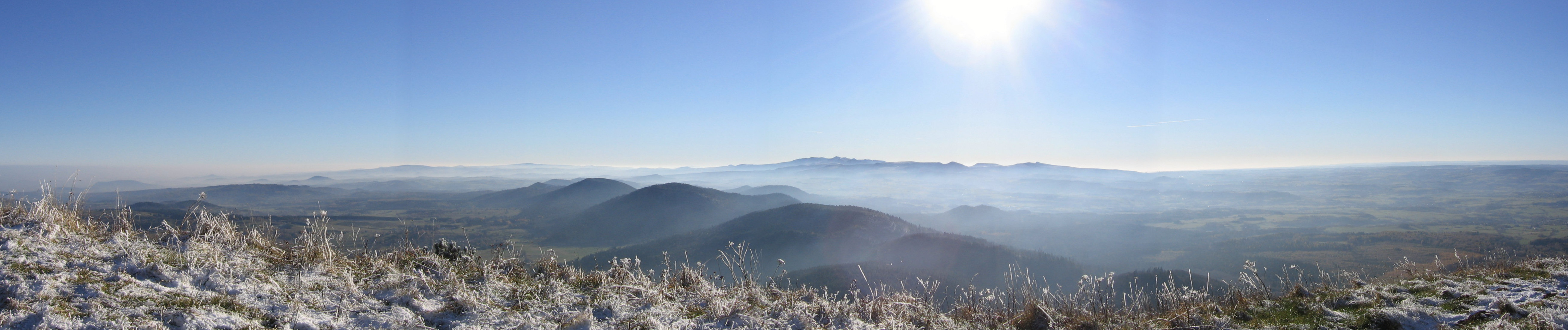
Vue panoramique de la chaîne des Puys depuis le puy de Dôme au sud en hiver.

### Principaux cols
La chaîne des Puys est traversée, sur un axe est-ouest, par différents cols routiers et non routiers. On retrouve ainsi, du nord au sud :
- le col de la Nugère, 875 mètres ;
- le col des Goules, 997 mètres ;
- le Traversin, 1 125 mètres ;
- le col de Ceyssat, 1 077 mètres ;
- le col de Cocuset, 1 094 mètres ;
- le col de la Moreno, 1 062 mètres ;
- le col de la Ventouse, 964 mètres.

### Géologie
C'est en 1751 que Jean-Étienne Guettard détermina la nature volcanique de ces monts en forme de « taupinières », ce qui est tardif, car d'autres reliefs similaires situés dans des régions plus reculées du globe, avaient été reconnus depuis longtemps. Jusqu'à cette date, les savants locaux les prenaient pour des résidus de gigantesques forges romaines,. Après des contestations, Malesherbes attribua définitivement la paternité de cette découverte à Guettard. Selon ce dernier, il semblerait que les Romains, lors de la conquête de la Gaule, avaient déjà correctement identifié la nature de ces montagnes, étant originaires d'un pays où les volcans sont nombreux. Ainsi, le nom de Volvic viendrait du latin volcani vicus qui signifie « village du volcan ». Cette hypothèse est toutefois fortement sujette à caution aujourd'hui.

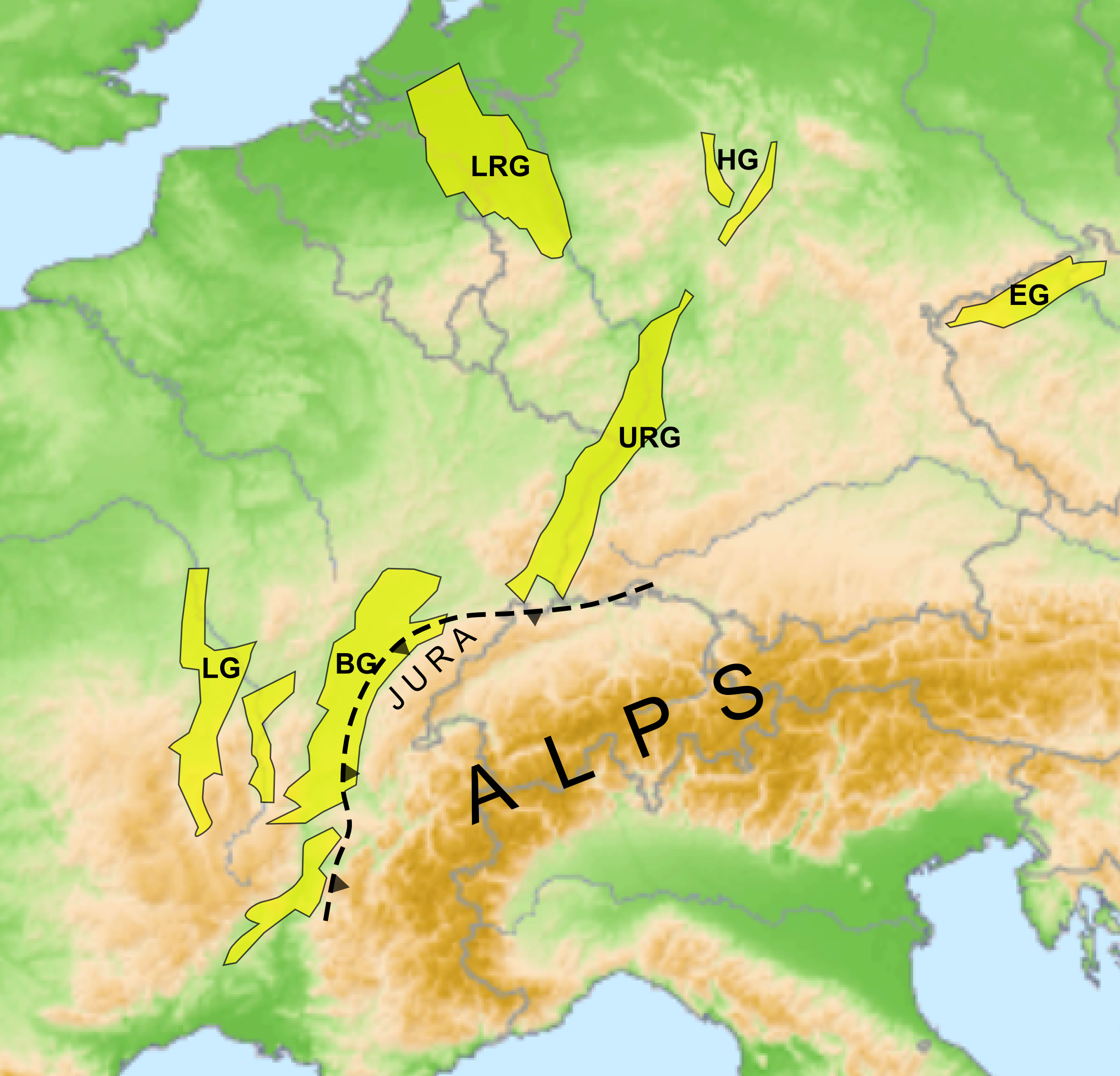
Carte montrant les principaux grabens du rift ouest-européen (LG = graben de Limagne). L'origine du volcanisme dans la chaîne des Puys est liée comme pour la Limagne à l'orogenèse alpine.

L'origine du magmatisme dans la chaîne des Puys fait l'objet de débats. La présence d'une anomalie thermique tardive (à partir de 10-15 Ma) mise en évidence par les études de tomographie sismique et les données géothermiques, a donné lieu au modèle de point chaud afin d'expliquer la fusion partielle du manteau sous le Massif central et ce volcanisme fissural. Cette hypothèse est aujourd'hui abandonnée au profit de celle du rifting. La réactivation de failles varisques du socle du plateau des Dômes par l'orogenèse alpine du Cénozoïque, est à l'origine de déformations tectoniques engendrées par la collision entre la plaque africaine et la plaque eurasiatique : la formation du rift ouest-européen et des fossés d'effondrement du Massif central (notamment celui de Limagne) résulteraient de l'enfoncement de la racine lithosphérique alpine engendrant une compression dans la croûte sus-jacente et de l'extension dans la croûte adjacente. Cette tectonique induirait un rifting passif au nord (l'extension de la lithosphère entraîne la remontée passive du manteau et un volcanisme localisé dans les zones de plus fort amincissement crustal, telle la Limagne) et plus tardivement un rifting actif au sud dans les grandes provinces volcaniques du Massif central, zones non affectées par l'amincissement crustal antérieur (lorsque la racine atteint une certaine profondeur, elle engendre un flux asthénosphérique qui entraîne un matériel mantellique chaud à la base de la lithosphère adjacente à l'origine de l'érosion thermique,). Ces épisodes volcaniques liés au rifting actif se sont encore plus tardivement propagés « au nord avec la chaîne de la Sioule (~ 5 - 1 Ma), le[s] mont[s] Dore (~ 2,5 - 0,2 Ma), et au Pléistocène et Holocène, la chaîne des Puys ».
La chaîne des Puys est une vitrine du volcanisme, plusieurs types de volcans y cohabitant :
- le type strombolien, le plus fréquent dans la chaîne : le cône est formé par l'accumulation des scories éjectées (appelées « pouzzolane » dans la région), au sommet se forme un cratère. Des coulées de lave sont émises, formant ce que l'on appelle des « cheires ». La lave étant généralement assez fluide, ces coulées peuvent être très longues. Certaines, en barrant le lit d'une rivière, peuvent former des lacs, comme le lac d'Aydat ;
- le type peléen se forme par l'extrusion progressive d'une lave très visqueuse, s'accumulant en forme de dôme. Le dôme peut exploser brutalement libérant des gaz : les nuées ardentes qui partent à l'horizontale à très grande vitesse, détruisant tout sur leur passage. Aucun cratère n'est visible, il n'y a pratiquement pas de coulée de lave, celle-ci étant trop visqueuse. Le puy de Dôme est le sommet le plus connu de ce type, mais il y en a plusieurs autres : le Grand Sarcouy, le puy de Clierzou, le petit Suchet etc. ;
- les maars qui sont des dépressions, généralement formant aujourd'hui un lac, résultant du percement du plateau sous l'effet d'une éruption phréatomagmatique : par exemple, le gour de Tazenat. Un certain nombre de maars anciens ont été totalement comblés par les sédiments, au point de ne plus être visibles dans le paysage. C'est le cas du maar de Jaude, localisé sous le centre de Clermont-Ferrand.

Si les premières éruptions datent de 95 000 ans BP (maar de Saint-Hippolyte), la grande majorité des volcans de la chaîne des Puys datent de moins de 70 000 ans BP et se concentrent surtout sur une période allant de 45 à 30 000 ans BP. Il s'agit surtout d'éruptions de trachybasalte ou de trachyandésite sur la fin de la période. Une seconde phase active, beaucoup plus récente, s'étend entre 11 et 8 500 ans BP et se manifeste par des éruptions de lave de plus en plus visqueuse et acide (trachybasalte puis trachyte). Les dernières éruptions sont particulièrement violentes (autour de 8 500 ans BP) et conduisent à l'édification du puy Chopine et du cratère Kilian. Les puys de la Vache et de Lassolas, quoique constitués de trachybasalte, se sont formés encore plus tard (7 600 ans BP).

## Activités

### Évaluation et prévention des risques
Si l'on excepte les puys de la Vache et de Lassolas, constitués de trachybasalte, on constate que les laves émises sont de plus en plus acides et peu fluides. Par conséquent, les éruptions sont potentiellement de plus en plus dangereuses surtout si le magma rencontre de l'eau en surface (éruptions phréato-magmatiques), ce qui est probable car l'eau est partout présente dans la chaîne des Puys (et aussi dans la plaine de la Limagne toute proche où toutes les éruptions se sont produites sous forme de maars, y compris à l'emplacement même de la ville de Clermont-Ferrand). La prochaine éruption dans la chaîne des Puys pourrait donc être de ce type, d'autant plus que sous le Grand Sarcouy subsiste une chambre magmatique de volume compris entre 6 et 15 km3 : n'ayant pas eu le temps de refroidir complètement depuis la dernière éruption, le magma trachytique est en partie resté liquide.
En 2023-2024, une centaine de sismomètres à large bande ont été installés temporairement pour sonder la structure profonde du Massif central, complétant le réseau large bande permanent de l'infrastructure de recherche Epos-France. L'analyse des données a permis de détecter quelques séismes profonds de longue période, localisés près de la limite croûte-manteau sous les volcans de la chaîne des Puys et de la région du lac Pavin. Ces séismes, interprétés comme le résultat de la présence de magma en activité en profondeur, indiquent probablement que les réservoirs magmatiques profonds sous certains volcans du Massif central sont toujours actifs,.

### Exploitation de matériaux
La facilité d'exploitation et d'emploi de la pouzzolane extraite des puys en fait un matériau prisé depuis longtemps. Sur l'ensemble de la chaîne, il y a eu au moins une centaine de carrières. Une soixantaine étaient encore en exploitation dans les années 1970. Il en subsiste deux aujourd'hui, celle du puy de Ténuzet, exploitée par deux entreprises, et celle du puy de la Toupe (dans la liste des volcans ci-dessus, seules celles de taille conséquente sont citées).
Les coulées de lave émanant des puys servent quant à elles de carrière pour la construction, depuis des millénaires. Au début de notre ère, les Romains en tirèrent les pierres pour construire le temple de Mercure au sommet du puy de Dôme. De nombreux bâtiments et édifices seront bâtis avec cette roche, notamment avec celle dite pierre de Volvic. Se sculptant particulièrement bien, elle permet la réalisation d'ouvrages détaillés, la cathédrale de Clermont-Ferrand étant un chef-d'œuvre du genre. Aujourd'hui, cette roche est utilisée plus marginalement (plaque de parement dans la construction, caveau funéraire, sculpture, etc.).

### Protection environnementale

Logo du parc naturel régional des Volcans d'Auvergne.

La région fait partie du parc naturel régional des Volcans d'Auvergne. La majeure partie de la chaîne des Puys est également site classé depuis 2000 au titre de la loi de 1930. Le puy de Dôme et ses abords ont été labellisés grand site de France en 2008.
Enfin, le site est inclus dans le haut-lieu tectonique chaîne des Puys-faille de Limagne, qui a fait l'objet d'une inscription en 2018 sur la liste du patrimoine mondial de l'UNESCO sur la base du critère suivant :
- « critère viii : être des exemples éminemment représentatifs des grands stades de l'histoire de la terre, y compris le témoignage de la vie, de processus géologiques en cours dans le développement des formes terrestres ou d'éléments géomorphiques ou physiographiques ayant une grande signification » :  Les caractéristiques géologiques du bien démontrent comment la croûte continentale se fissure, puis s'effondre, permettant au magma profond de remonter et entraînant un soulèvement de la surface. Le bien illustre de manière exceptionnelle le phénomène de rupture continentale – ou rifting –, qui est l'une des cinq principales étapes de la tectonique des plaques.

Le 11 novembre 2011, la France avait inscrit le site sur sa liste indicative des sites ayant vocation à être proposés à l'UNESCO pour inscription sur la liste du patrimoine mondial. La candidature officielle a été déposée en janvier 2013. Le dossier est entré ensuite dans une phase d'évaluation internationale. Il a été renvoyé à deux reprises en 2014 et 2016, puis a été finalement inscrit le 2 juillet 2018 lors de la 42e session du Comité du patrimoine mondial qui s'est tenue à Manama (Bahreïn),.

### Randonnée
Elle est traversée par un sentier de grande randonnée, le GR 4, qui relie l'océan Atlantique à la mer Méditerranée.

### Vulcania
Le Centre européen du volcanisme Vulcania est une réalisation qui a été initiée dans les années 1990 puis inaugurée en 2002 par Valéry Giscard d'Estaing, à l'époque président de la région Auvergne. Le choix fut critiqué, notamment par les écologistes, pour son implantation au cœur même de la chaîne des Puys et pour son coût. Après une période difficile, qui a vu la fréquentation baisser chaque année et s'est terminée par un important plan social, le Nouveau Vulcania a été lancé en 2007, s'appuyant sur trois nouveautés. Les visites sont reparties à la hausse, Vulcania affichant une augmentation de 25 % sur sa fréquentation estivale.
Au sud-ouest de cette chaîne de volcans datant du Quaternaire, on aperçoit au loin un autre massif volcanique : la chaîne des monts Dore et les monts du Cantal qui datent, eux, de l'ère tertiaire.

## Dans la culture

### Récits de voyages
Pierre Legrand d'Aussy rend compte de sa visite de la région dans son Voyage dans la haute et basse Auvergne publié en 1788, puis dans l'édition augmentée de 1794 : Voyage fait en 1787 et 1788, dans la ci-devant Haute et Basse-Auvergne ; l'auteur y livre une description du paysage, avec des considérations sur la géologie de la chaîne des Puys, et notamment sur le caractère « volcanisé » de ces montagnes. Il y développe également des observations sur la population qui habite la région, sur l'industrie, les manufactures etc.
Jacques Lacarrière consacre quelques pages à la chaîne des Puys dans Chemin faisant, mille kilomètres à pied à travers la France d'aujourd'hui, paru en 1974.
Charles Wright évoque longuement la traversée de la chaîne des Puys dans Le Chemin des estives, paru en 2021.

### Poésie
Gabriel Marc (1840-1931) publie en 1882 des Poèmes d'Auvergne, ouvrage qu'il présente dans l'Avant-propos comme une pierre nouvelle apportée à l'édifice des « poèmes des provinces » ; G. Marc a voulu faire pour l'Auvergne ce que Mistral avait fait pour la Provence et Brizeux pour la Bretagne. Le premier poème, Le Puy-de-Dôme et les volcans est un poème narratif évoquant les éruptions volcaniques qui ont donné naissance à la chaîne des Puys.